# Zapoljarnyj

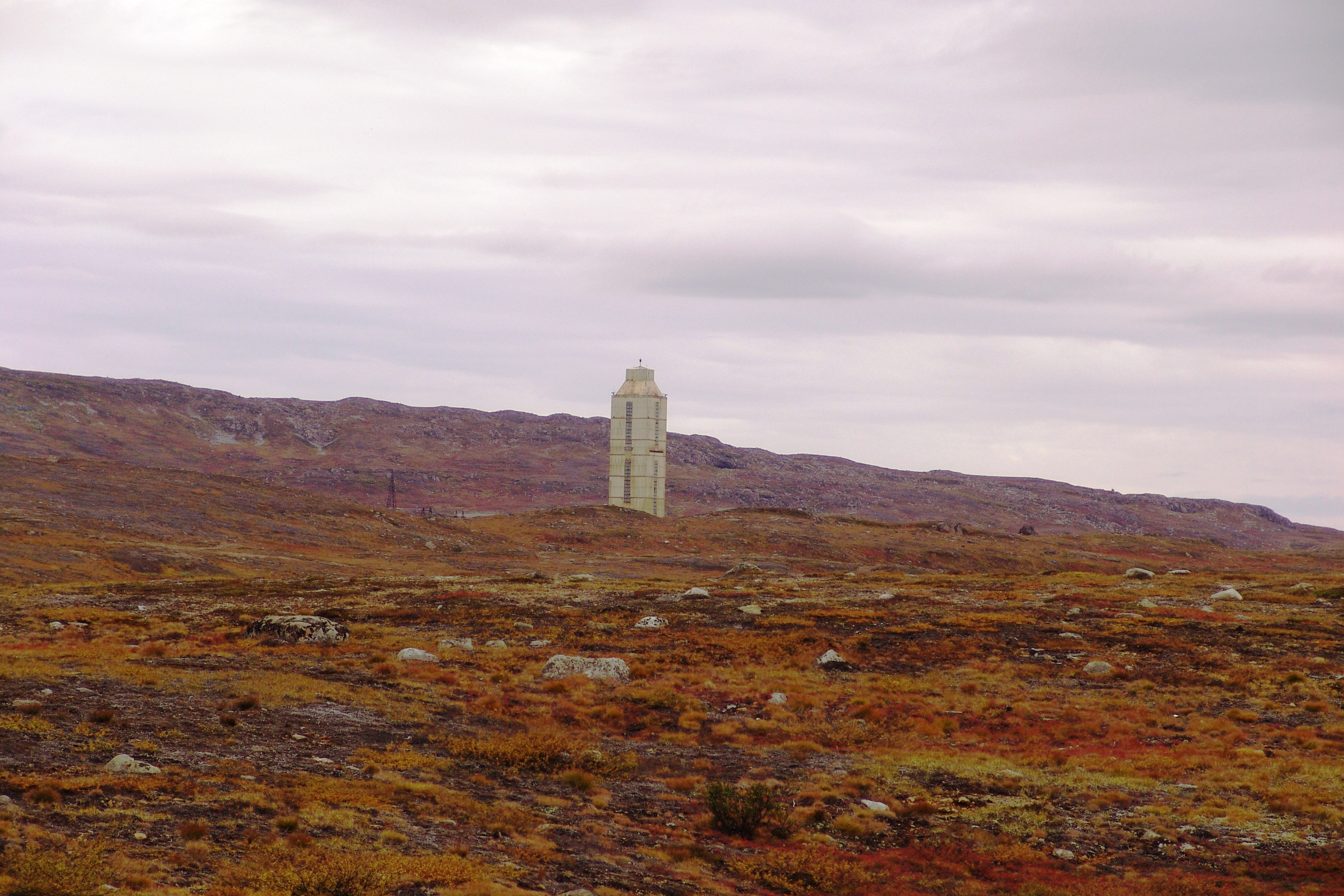
12 kilometersborrhålet

Zapoljarnyj (ryska: Заполярный) är en gruvstad i Petsamoområdet. 
Orten grundades 1956 som Zjdanovsk efter politikern Andrej Zjdanov. Den fick stadsrättigheter 1963 och döptes då till Zapoljarnyj. Invånarantalet var 2010 omkring 15 825. Till ytan är den med 4 620 kvadratkilometer den största staden i Ryssland.
Zapoljarnyj har en nickelmalmsförekomst, som utvinns i ett dagbrott av Norilsk Nickel. Där finns också ett av Kolahalvöns två nickelsmältverk.
Staden är känd för att världens djupaste borrhål borrades 1970–1994 omkring tio kilometer från orten. Det är omkring 12,3 kilometer djupt.
Nära staden ligger den militära flygbasen Koska Javr.
Det förekommer en del gränshandel från Norge, cirka 50 km bort räknat längs väg.